# Lindley Miller Garrison
Lindley Miller Garrison (Camden, 28 novembre 1864 – Seabright, 19 ottobre 1932) è stato un politico statunitense.

## Biografia
Fu il quarantaseiesimo segretario alla Guerra degli Stati Uniti, sotto il presidente degli Stati Uniti d'America Thomas Woodrow Wilson (28º presidente). Nato nello Stato del New Jersey, studiò alla Phillips Exeter Academy prima di entrare nell'università di Harvard.
Si sposò con Margaret Hildeburn.